# Korea Central Zoo
Koordinaten: 39° 4′ 30″ N, 125° 48′ 57″ O
Der Korea Central Zoo (조선중앙동물원), meist einfach Zoo Pjöngjang, ist ein Zoo, der sich in Nordkoreas Hauptstadt Pjöngjang befindet. Er liegt im Stadtbezirk Taesŏng-guyŏk, Dong Taesŏng-dong. In unmittelbarer Nähe befinden sich der Taesŏngsan-Freizeitpark, der Berg Taesŏngsan sowie die Taesŏng-Festung und der Friedhof der Revolutionshelden. Außerdem befindet sich hier die Metrostation Rakwŏn der Metro Pjöngjang, welche von der Hyŏksin-Linie bedient wird.
Der Zoo ist zirka 1 km² groß und beherbergt 850 Spezies und 12.000 Tiere. Man beschäftigt 100 Mitarbeiter. Im Zoogelände gibt es neben diversen Gehegen eine Tierklinik, ein Aquarium, einen Taubenschlag und einen Pavillon, wo geschenkte Tiere präsentiert werden. Es existiert ein Souvenirshop.

## Geschichte
Der Zoo wurde am 30. April 1959 auf Anweisung von Kim Il-sung gegründet, er besuchte den Zoo angeblich 31 mal. Als eine der Hauptattraktionen gelten die Elefanten, die man 1959 vom Zoo Ho-Chi-Minh-Stadt erhielt. Danach durften nur noch einheimische Tiere gehalten werden, da das Zeigen nicht-heimischer Tiere als kapitalistisch angesehen wurde. Seit 2001 scheint dies nicht mehr der Fall zu sein; seitdem wurden über 400 ausländische Tierarten dem Zoo übergeben. 1985 wurde das Tiermuseum eröffnet. Im April 2005 wurden erstmals Tiere mit Tierparks aus Südkorea getauscht, u. a. Kragenbären, Ponys aus Afrika und Sibirische Wiesel. 2008 wurden 2010 wurden Tierarten mit dem Hwange-Nationalpark (Simbabwe) ausgetauscht, was seitens vieler Tierschützer kritisiert wurde, da man befürchtete, dass diese die Bedingungen in nordkoreanischen Tierparks nicht überleben würden. Im Januar 2011 besuchte Kim Jong-il den Tierpark, sein Nachfolger Kim Jong-un besuchte ihn ebenfalls am 26. Mai 2012 und kündigte umfassende Renovierungsarbeiten an. Nach eigenen Angaben ist man seit dem 24. Mai 2021 Mitglied der South East Asian Zoos Association sowie seit dem 14. Oktober 2022 Mitglied der Euro-Asian Regional Association of Zoos and Aquariums.
2024 schenkte Russland dem Zoo mehr als 40 Tiere. Eine Website ging unangekündigt Ende Januar 2025 online, was in Nordkorea bis heute relativ selten ist.
Der russische Umweltminister Alexander Alexandrowitsch Koslow schenkte im Rahmen eines Höflichkeitsbesuches im Sommer 2025 dem Zoo ein Löwenbaby.

## Kritik
Ausländische Medien, Tierschutzorganisationen und andere Tierparks kritisieren die nicht artgerechte Haltung und die heruntergewirtschafteten Anlagen. Ein Reiseführer des Verlags Lonely Planet beschreibt den Zoo als „einen [...] deprimierenden und langweiligen Ort, den man am besten meiden sollte“.

## Trivia
Ein sprechender Papagei soll Gäste mit dem Satz „Lang lebe der große Führer General Kim Il-Sung.“ auf Englisch begrüßen.